# Винниковский лесопарк

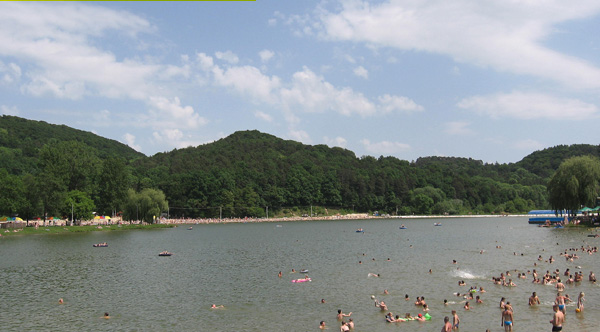
Винниковский лес в районе Винниковского озера

Ви́нниковский лес (Винниковский лесопарк, укр. Винниківський ліс) — лесной массив на территории, подчинённой Львовскому городскому совету (Украина), вдоль улицы Лычаковской от границы городской застройки собственно Львова до границ города Винники. В ландшафтном плане Винниковский лес расположен на холмах Давидовской гряды (другое название — Расточье), а также расположенном к северу от неё Малом Полесье, и к югу — Львовском ополье.
Общая площадь 2799 га, площадь Винниковского лесного заказника, созданного в 1984 году — 848 га.
Основу леса составляют насаждения сосна, дуб, дугласия, лиственница, ель и ясень и т. д.
В лесу находятся Чёртовы (Чатовы) скалы, памятник истории и природы. Винниковский лес популярен среди любителей велосипедного спорта.
В Винниковском лесопарке находится также Медовая пещера (Медуница) — памятник львовской природы, состоящий из двух пещер, выдолбленных в 1850 году в каменоломне. Название происходит от желтоватого, как мёд, цвета известняка, в толще которого образовались пещеры. Двах больших зала пещеры соединены проходом.